# 홍각의 판도라
, 백합
《홍각의 판도라》(일본어: 紅殻のパンドラ)는 시로 마사무네가 쓰고 리쿠도 고시가 그린 일본의 만화이다. 가도카와 쇼텐의 만화 잡지 <뉴타입 에이스> 2012년 10월판부터 연재를 시작했고 이후 <니코니코 에이스> 웹출판사로 옮겼다. 애니화는 스튜디오 고쿠미와 AXsiZ가 맡았다. 극장판은 2015년 12월에 개봉하였다. 텔레비전 애니메이션 시리즈는 2016년 1월 8일부터 3월 25일까지 방영됐다.

## 줄거리
몸 전체가 사이보그인 소녀 나나코로비 네네는 인공섬 세넌클에 도착해 발명가 우잘 델리라와 그녀의 애완 사이보그 클라리온을 만난다. 테러리스트들이 세넌클 섬을 침공하자 네네는 클라리온의 몸속에 내장된 판도라 장치를 쓸 수 있는 능력을 갖게 되고 이를 통해 수많은 능력을 발휘하게 된다. 네네와 클라리온은 세계 평화를 위해 자신의 능력으로 테러리스트와 맞서 싸우게 된다.

## 등장인물
나나코로비 네네 (七転 福音)
성우 - 후쿠 사나에
몸 전체가 기계 동체인 사이보그 소녀. 이모와 함께 살기 위해 세넌클 섬으로 왔다가 우잘과 클라리온 일행과 마주친다. 자신의 손가락을 클라리온의 몸속에 대면 판도라 장치를 가동하여 단시간에 어떤 기술이든 (화기를 휘두르는 것부터 요리까지) 완벽히 마스터할 수 있게 된다. 또 자신의 동체 속에 있는 뇌를 다른 여러 동체로 옮길 수도 있다.
클라리온 (クラリオン)
성우 - 누마쿠라 마나미
우잘의 동행자로 전투용 안드로이드이나 네네처럼 몸 전체가 사이보그인 것으로 추정. 자신의 몸속에는 판도라 장치가 내장되어 있어 네네의 능력을 일시적으로 향상시켜 주게 한다. 숙련된 전사지만 네네가 멋지다며 감탄해하면 꼭 약한 모습을 보이며 자신의 고양이귀를 만지는 걸 싫어한다.
우잘 델리라 (Uzal Delilah, ウザル・デリラ)
성우 - 다나카 아츠코
부자 발명가. 세넌클 섬 공격 사건에 숨겨진 미스터리를 풀기 위해 네네를 클라리온과 함께 활약하도록 조종한다. 사하르 세헤라 (サハル・セヘラ)란 이름도 갖고 있다.
고로바세 타쿠미 (崑崙八仙 拓美)
성우 - 마리 미야케
세넌클 섬에 사는 네네의 이모이자 우잘의 친한 친구. 사회 공포증에 시달리며 누군가 자신과 마주봤을 때면 자신의 게르트세코마 안으로 들어가 숨는다. 사이버 공간에서만 모든 일을 해결하며 자신의 저택에는 아무것도 두고 있지 않다. 타쿠미의 회사가 우잘의 회사에서 발명한 게르트세콤마를 생산한다는 점, 타쿠미가 끼고 있는 네 가지 색의 헤어핀으로 미뤄보아 타쿠미와 우잘과의 관계는 마치 빌 게이츠와 스티브 잡스의 관계를 염두에 둔 것 같다.
부에르 (BUER, Base of Unearthed Resources, ブエル, 中枢制御装置)
성우 - 모리타 준페이
'자원굴착기지'의 영어명을 약자로 쓴 것에서 따온 이름. 우잘의 회사가 소유한 거대 굴착 로봇으로 대형 레이저를 장착하고 있다. 본체는 큰 눈알을 닮았지만 중추 유닛 (본체가 셧다운되면 분리되어 나오는 것)은 다섯 개의 다리를 가진 사자 비슷한 생명체의 형상을 띠고 있으며 신사적이면서도 변태스러운 성격을 가지고 있다. 변태같이 행동할 때마다 클라리온이 물리치며, 타쿠미가 자신을 분석하지 못하게 하려고 안전박스 안에 들어가 숨는 일을 반복한다. 어둠을 무서워한다.
브리- (ブリ○○・○ー○○○)
성우 - 마츠다 사츠미
TV 리포터. 사실상 조연이나 다름없을 정도로 매화 모습을 비추는 인물. 이름을 말할 때마다 방해나 수난을 당한다.
버니 (バニー)
성우 - 무라카와 리에
우잘에게 반역하는 코스프레 그룹의 대장. 버니걸 복장을 입었다.
로버트 알트먼 (Robert Altman, ロバート・アルトマン)
성우 - 이나다 테츠
세넌클 섬의 군 대장. 항상 사람들을 돕고 다니는 착한 성격.
이안 쿠르츠 (Ian Kurtz, イアン・クルツ)
성우 - 스와베 쥰이치
지난날에 사로잡힌 수수께끼같은 남자. 부에르의 본체를 찾아내는 비밀 계획을 시작했다.
에이미 길리엄 (Amy Gilliam, エイミー・ギリアム)
성우 - 나가나와 마리아
의족을 단 소녀. 처음엔 부에르와, 그리고 나중엔 네네, 클라리온과 친해진다.
안나 (Anna, アンナ)
성우 - 데라구치 요리에
프로세르피나 (Proserpina, プロセルピナ)
성우 - 츠다 미나미
토토 박사 (Dr. Toto)
성우 - 스즈키 다쿠마
너스 사만사 (Nurse Samantha, ナース・サマンサ)
성우 - 다치바나 유코
제이너스 노스 (Janus North, ジェイナス・ノース)
성우 - 오토모 류자부로
세넌클 섬 정부의 의장. 비서와 함께 다니는데 섬 백화점이 공격을 받을 때 네네와 클라리온이 구해줬다.